# Намунський джамоат
Наму́нський джамоат (тадж. Ҷамоат Намуна) — джамоат у складі Пандзького району Хатлонської області Таджикистану.
Адміністративний центр — село Намуна.
До складу джамоату входять 15 сіл:
- 10 солагії Вахдат (Кудукли)
- Зарбдор (Зарбдор)
- Комунізм
- Куїтемез (Куютемез)
- Кумсой (Кумсай, Пограничник)
- Намуна
- Пешкадам 1 (Пешкадам)
- Пешкадам 2 (Пешкадам)
- Сарой-Камара (Бешкаппа)
- Сомоні 1 (Чотов)
- Сомоні 2
- Сомоні 3
- Сомоні 4
- Файзободі-Кала
- Чашма (Бурбулак)